# Diòfanes (historiador)
Diòfanes, en llatí Diophanes, en grec antic Διοφάνης, fou un historiador grec que va escriure una història del Pont dividida en diversos llibres. L'esmenten Apol·loni Rodi i Eudòxia Macrembolitissa.